# Palermo Football Club
O Palermo Football Club é um clube de futebol italiano sediado na comuna de Palermo, região da Sicília. Foi fundado em 1900 como Anglo Panormitan Athletic and Football Club, e renomeado como Palermo Football Club em 1907, após a falência da sociedade futebolística anterior. O time manda seus jogos no estádio Renzo Barbera, que possui capacidade para mais de 36 mil torcedores. Atualmente disputa a Serie B do futebol italiano.
A equipe alcançou os melhores resultados esportivos na década de 2000. Na Copa do Mundo de 2006, o Palermo foi representado por alguns jogadores na Seleção Italiana, como os defensores Cristian Zaccardo e Andrea Barzagli, o lateral Fabio Grosso e o volante Simone Barone.

## Títulos
| Nacionais | Nacionais                      | Nacionais | Nacionais                                         |
|           | Competição                     | Títulos   | Temporadas                                        |
| --------- | ------------------------------ | --------- | ------------------------------------------------- |
|           | Campeonato Italiano - Serie B  | 5         | 1931–32, 1947–48, 1967–68, 2003–04 e 2013–14      |
|           | Campeonato Italiano - Série C  | 4         | 1941–42*, 1945–46*,[1] 1992–93**,[2] 2000–01**[2] |
|           | Campeonato Italiano - Série C2 | 1         | 1987–88                                           |
|           | Copa Itália de Série C         | 1         | 1992–93                                           |

1. ^ Nas temporadas de 1941–42 e 1945–46, o campeonato tinha o nome de Serie C.
2. ^ Nas temporadas de 1992–93 e 2000–01, o nome do campeonato era de Serie C1, porém, ambas as nomenclaturas correspondiam ao mesmo campeonato.

## Campanhas de destaque
- Vice-campeonato da Copa da Itália: (1973–74, 1978–79 e 2010–11)

## Elenco
Atualizado em 2 de abril de 2025.

## Uniformes

### Uniformes dos jogadores
- Primeiro uniforme: Camisa rosa, calção e meias pretas;
- Segundo uniforme: Camisa branca, calção e meias brancas;
- Terceiro uniforme: Camisa preta, calção e meias pretas.

| Primeiro | Segundo | Terceiro |  |

### Uniformes anteriores
- 2017-18

| Primeiro | Segundo | Terceiro |  |

- 2016-17

| Primeiro | Segundo | Terceiro |  |

- 2015-16

| Primeiro | Segundo | Terceiro |  |

- 2014-15

| Primeiro | Segundo | Terceiro |  |

- 2013-14

| Primeiro | Segundo |

- 2012-13

| Primeiro | Segundo | Terceiro |  |

- 2011-12

| Primeiro | Segundo | Terceiro |  |

- 2010-11

| Primeiro | Segundo | Terceiro |  |

- 2008-10

| Primeiro | Segundo | Terceiro |

- 2007-08

| Primeiro | Segundo | Terceiro |

- 2006-07

| Primeiro | Segundo | Terceiro |

- 2005-06

| Primeiro | Segundo | Terceiro |  |